# Eparchia niżyńska
Eparchia niżyńska – jedna z eparchii Ukraińskiego Kościoła Prawosławnego Patriarchatu Moskiewskiego, z siedzibą z Niżynie. Funkcję jej katedry pełni sobór św. Mikołaja w Niżynie.

## Historia

Eparchia niżyńska na tle podziału administracyjnego UKP PM

Eparchia powstała na mocy decyzji Świętego Synodu Ukraińskiego Kościoła Prawosławnego z 2007, poprzez wydzielenie z eparchii czernihowskiej. Pierwszym biskupem niżyńskim został Ireneusz (Semko) (od 2014 arcybiskup, a od 2017 metropolita), który pełnił służbę do śmierci 23 września 2017. Od 21 grudnia 2017, kolejnym administratorem jest arcybiskup (od 2019 r. metropolita) Klemens (Weczeria).

## Monastery
Administraturze podlegają następujące klasztory:
- monaster Zwiastowania w Niżynie, męski
- monaster Wprowadzenia Matki Bożej do Świątyni w Niżynie, żeński
- monaster św. Mikołaja w Rychłach, żeński
- monaster św. Mikołaja w Osiczu, żeński
- monaster Trójcy Świętej w Hustyni, żeński